# 온가타촌
온가타촌(恩方村)은 도쿄도 미나미타마군에 설치되었던 촌이다.